# Louis Jacques François Boulnois
Pour les articles homonymes, voir Boulnois.
Louis Jacques François Boulnois, né le 10 mai 1773 à Sarcus (Oise), mort le 10 janvier 1833 à Paris, est un général français de la Révolution et de l’Empire.

## Biographie
Engagé dans le 5e bataillon de volontaires de l'Oise le 10 mai 1792. Capitaine commandant une compagnie franche au bataillon de Grandvilliers le 29 mars 1793, il devient commandant de place à Alençon en février 1795. Sa nomination n'ayant pas été ratifiée par le Comité de salut public, il rentre dans ses foyers. 
Il reprend du service en l'an VII comme aide de camp du général Le Doyen, commandant de l'Armée des Alpes, puis du général Gardanne. Il a un cheval tué sous lui à la bataille de Marengo et devient chef d'escadron de hussards en 1800. Membre de la Légion d'honneur à la création de l'ordre, blessé en Pologne, il reçoit ses épaulettes de major au 9e régiment de chasseurs à cheval en août 1807.
Il est créé Chevalier de l'Empire par lettres patentes du 21 décembre 1808) puis il est promu général de brigade le 26 mars 1813. Il est nommé commandant d'une division provisoire de cavalerie pendant la campagne de France; et il combat à Laon les 9 et 10 mars 1814 et à Fère-Champenoise le 25 mars 1814. Baron de l'Empire par décret impérial du 26 février 1814.
À la première Restauration, il rentre comme lieutenant dans les gardes du corps du roi le 5 juin 1814, et il est élevé au grade de lieutenant général le 28 janvier 1815. Il est envoyé à Corfou comme commissaire du roi pour la remise aux alliés de l'île, toujours en possession des Français, et il est admis à  la retraite le 25 avril 1816.
Son titre de Baron héréditaire est confirmé le 30 septembre 1830, avec règlement d’armoiries (« Parti d’azur à un lion rampant d’argent et de sinople à trois mésanges d’or à la champagne de gueules chargée d'une croix d’argent à cinq doubles branches, sans ruban, ni couronne, qui est de Chevalier Légionnaire »).

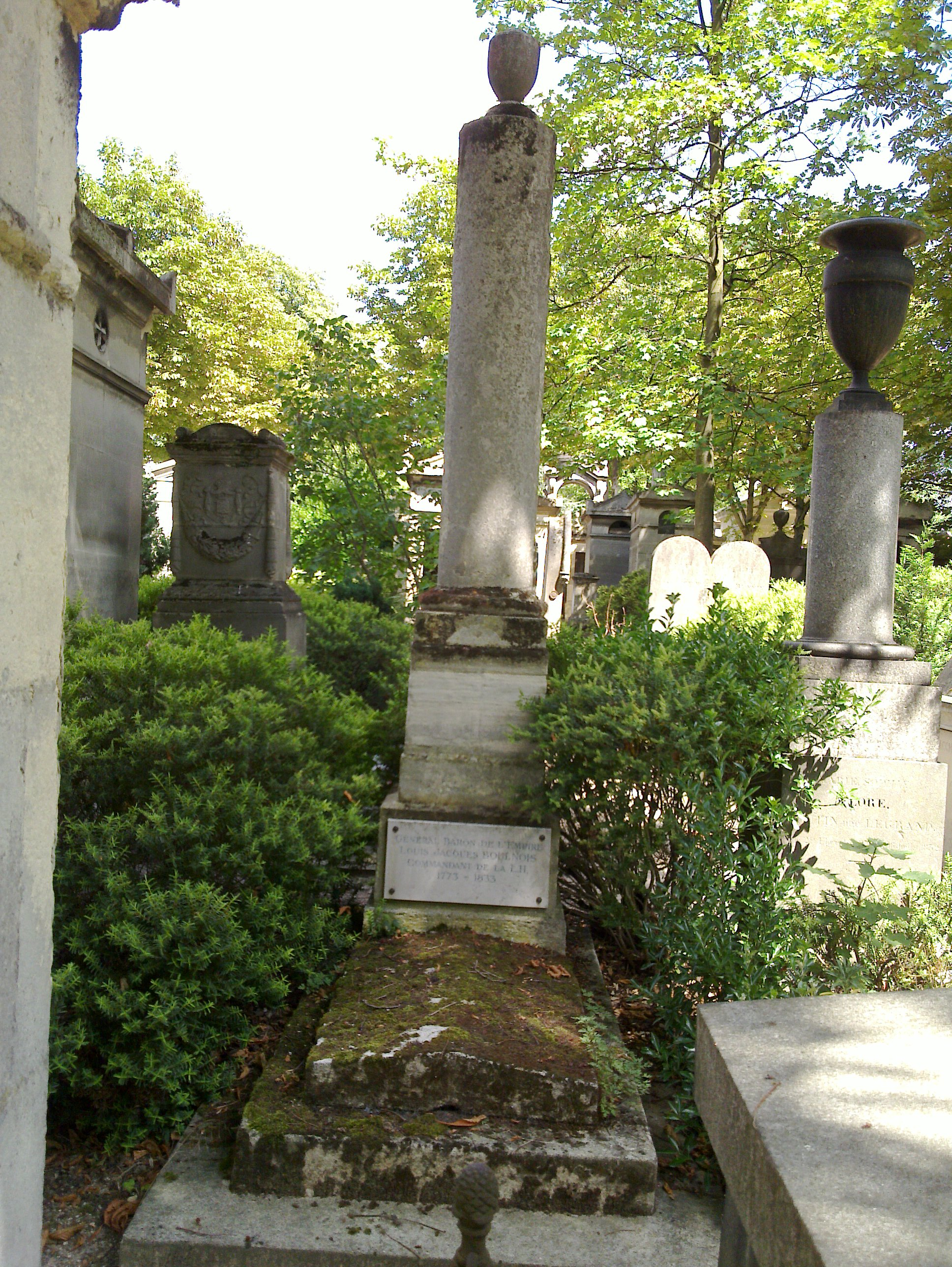
Tombe au Père-Lachaise

Il est inhumé au cimetière du Père-Lachaise (23e division).
Une place (la place Boulnois) porte son nom dans le quartier des Ternes dans le 17e arrondissement de Paris. « Elle a été classée en 1967 et doit son nom au Baron Louis Jacques François Boulnois, lieutenant général, qui a fait ouvrir cette voie sur sa propriété ».

## Armoiries
| Figure | Blasonnement |
|        | Armes du Chevalier Louis Jacques François Boulnois et de l'Empire Parti : au I, d'azur, au lion rampant d'argent ; au II, de sinople, à trois mésanges d'or, 2 et 1 ; à la champagne de l'écu de gueules chargée de l'insigne des chevaliers légionnaires de l'Empire. |